# William Newsome
Pour les articles homonymes, voir Newsome.
William T. Newsome est un neuroscientifique américain, professeur à l'Université Stanford, Californie, États-Unis. Il est aussi chercheur au Howard Hughes Medical Institute.

## Biographie
Newsome travaille notamment sur la « compréhension du processus neurologie  qui intervient dans la perception visuelle et le comportement guidé visuellement ». Il est membre de la National Academy of Sciences. Il est un chrétien convaincu. En 1997, il devient chercheur au Howard Hughes Medical Institute.
Selon un article paru dans la revue Proceedings of the National Academy of Sciences (PNAS) de la National Academy of Sciences en 2005, les recherches de Newsome se distinguent de beaucoup d'autres études dans ce domaine en raison des techniques qu'il utilise, principalement, la stimulation des zones du cerveau des primates avec des microélectrodes : ces techniques ont contribué à démontrer la cause et l'effet plutôt que de montrer simplement une corrélation entre le comportement et l'activité du cerveau.

## Récompenses
- Membre de la National Academy of Sciences
- Membre de la Society for Neuroscience
- Membre de la American Philosophical Society
- Champalimaud Vision Award
- Dan David Prize, Université de Tel Aviv
- W. Alden Spencer Award (en), Université Columbia (1994)
- Rank Prize en Opto-électronique, Rank Prize Funds, Londres
- Karl Spencer Lashley Award, American Philosophical Society

## Publications
- "Neuronal correlates of a perceptual decision" Nature (1989)
- "Correlated neuronal discharge rate and its implications for psychophysical performance" Nature (1994)[6]
- "Noise, neural codes and cortical organization" Current Opinion in Biology (1994)[7]
- "The variable discharge of cortical neurons: implications for connectivity, computation, and information coding" The Journal of Neuroscience (1998)[8]